# Sida cerradoensis
Sida cerradoensis là một loài thực vật có hoa trong họ Cẩm quỳ. Loài này được Krap. miêu tả khoa học đầu tiên năm 1969.